# Michalová
 Michalová  (in tedesco Nickelsberg; in ungherese Mihálytelek) è un comune della Slovacchia facente parte del distretto di Brezno, nella regione di Banská Bystrica.

## Storia
Il villaggio è stato fondato nel 1786 come centro dell'estrazione del ferro, attività che permane tuttora.